# Orăștie
Orăștie là một đô thị thuộc hạt Hunedoara, România. Dân số thời điểm năm 2002 là 21254 người.